# EFootball 世界足球競賽2021
《eFootball 世界足球競賽2021》是由科樂美開發的足球模擬電子遊戲。將於2020年9月發行。游戏是系列诞生25周年的纪念作品，但是本作将作为基于去年的《实况足球2020》开发的资料片，仅提供下载版。拥有《实况足球2020》的玩家将可以获得优惠购买。

## 外部連結
- 遊戲官方網站（简体中文）
- 遊戲官方網站（繁體中文）